# نجود بودي
 نجـود  بودي (1972-2010) هي مصممة أزياء وسيدة أعمال كويتية.

## النشأة والتلعيم
تعلمت في الكلية الأمريكية في لندن، وأسست دار الأزياء الخاصة بها وأطلقت مجموعتها الأولى في عام 1995.، وأسست دار الأزياء الخاصة بها وأطلقت مجموعتها الأولى في عام 1995. وقامت بافتتاح العديد من منافذ البيع في الكويت، بما في ذلك N.B. بوتيك في مجمع الصالحية ومحل زهور، فلاور ستوري في مول 360. افتتحت جوجو كب كيك، أول مخبز متخصص في الكعكة المكوبة في الكويت، في عام 2007. وفي عام 2008، افتتحت ماربل سلاب كريمري في الكوت مول.

## الوفاة
توفيت المصممة نجود بودي بسبب مرض السرطان في أغسطس 2010.